# Scolecomorphidae
Scolecomorphidae é uma família de anfíbios pertencentes à ordem Gymnophiona.
Os membros desta família podem ser encontrados na zona equatorial da África ocidental (Camarões) e da África oriental (Malaui e Tanzânia).
São difíceis de localizar devido a habitarem debaixo do solo.

## Taxonomia
- Género Crotaphatrema Nussbaum, 1985
  - Crotaphatrema bornmuelleri (Werner, 1899)
  - Crotaphatrema lamottei (Nussbaum, 1981)
  - Crotaphatrema tchabalmbaboensis Lawson, 2000
- Género Scolecomorphus Boulenger, 1883
  - Scolecomorphus kirkii Boulenger, 1883
  - Scolecomorphus uluguruensis Barbour e Loveridge, 1928
  - Scolecomorphus vittatus (Boulenger, 1895)